# Condado de Buffalo (Wisconsin)
O Condado de Buffalo é um dos 72 condados do Estado americano do Wisconsin. A sede do condado é Alma, e sua maior cidade é Alma. O condado possui uma área de 1 838 km² (dos quais 65 km² estão cobertos por água), uma população de 13 804 habitantes, e uma densidade populacional de 8 hab/km² (segundo o censo nacional de 2000). O condado foi fundado em 1853.